# Ложкин, Геннадий Николаевич
Геннадий Николаевич Ложкин (25 декабря 1927, Оренбург, РСФСР, СССР — 6 мая 2004, Санкт-Петербург, Россия) — советский и российский актёр театра и кино. Заслуженный артист РСФСР (1984).

## Биография
Родился 25 декабря 1927 года в Оренбурге.
В 1947 году окончил театральную студию г. Чкалова в Оренбурге, ГИТИС.
Скончался 6 мая 2004 года на 77-м году жизни в Санкт-Петербурге.

## Фильмография
- 1993 — Кинфия — участие (короткометражный фильм)
- 1992 — Скупой — Ламерлуш, слуга (фильм-спектакль)
- 1991 — Избиение младенцев — участие (фильм-спектакль)
- 1989 — Торможение в небесах — бортинженер
- 1986 — Лётное происшествие — Иван Максимович, отец Виктора Росанова
- 1983 — Дублёр начинает действовать — начальник цеха
- 1982 — Формула памяти — Сергей Иванович, друг Георгия Вараняна
- 1982 — Следы остаются — участие (фильм-спектакль)
- 1981 — Гиблое дело — Рыков (короткометражный фильм)
- 1980 — Холостяк — участие (фильм-спектакль)
- 1978 — Предвещает победу — участие
- 1976 — Вдовы — Борис Емельянович, бригадир
- 1975 — Рождённая революцией — участковый (экзамен, 6 серия)
- 1972 — Здравствуй и прощай — Степан Посколенко
- 1971 — Конармия — Мироныч (фильм-спектакль)
- 1969 — Директор театра — участие (фильм-спектакль)
- 1968 — Гроза над Белой — участие
- 1967 — Первый президент — Вотинов (фильм-спектакль)
- 1964 — Зайчик — милиционер
- 1961 — Полосатый рейс — матрос

## Звания и награды
- Заслуженный артист РСФСР (16 ноября 1984).

## Издательства
- Мир Паустовского. — Мир Паустовского, 2005. — 636 с[1]
- Эдуард Степанович Кочергин. Ангелова кукла: рассказы рисовального человека. — Изд-во Ивана Лимбаха, 2003. — 266 с. — ISBN 978-5-89059-048-0[2]
- Наше наследие. — Искусство, 2003. — 288 с.[3]
- Петербургский театральный журнал. — Петербургский театральный журнал, 2009. — 740 с.[4]
- Михаил Романенко-Кушковский. Из века в век. — АО "Московские учебники", 2003. — 552 с. — ISBN 978-5-7853-0285-3[5].
- Федор Раззаков. Гибель советского кино: Тайны закулисной войны, 1973-1991. — Изд-во "ЭКСМО", 2008. — 730 с. — ISBN 978-5-699-26831-3[6].
- Тамара Кириллова. Однова живем.... — Litres, 2022-05-15. — 530 с. — ISBN 978-5-457-91520-6[7].